# Адріано Панатта
Адріано Панатта (італ. Adriano Panatta) — італійський тенісист 1970-х років, переможець Відкритого чемпіонату Франції в одиночному розряді.
Пік кар'єри Панатти припадає на 1976 рік, в якому він виграв Ролан-Гаррос, Відкритий чемпіонат Італії та в складі італійської збірної Кубок Девіса.
Найвищу одиночну позицію світового рейтингу — 4 місце досяг 24 серпня 1976, парну — 15 місце — 24 березня 1980 року.
Здобув 10 одиночних та 18 парних титулів.
Завершив кар'єру 1983 року.

## Статистика

### Фінали турнірів Великого шолома

#### Одиночний розряд: 1 титул
| Рік  | Турнір      | Супротивник     | Рахунок            |
| ---- | ----------- | --------------- | ------------------ |
| 1976 | French Open | Гарольд Соломон | 6–1, 6–4, 4–6, 7–6 |

## Фінали за кар'єру

### Одиночний розряд: 26 (10–16)
| Результат | Ранг | Дата | Турнір                                        | Покриття   | Суперник         | Рахунок                   |
| --------- | ---- | ---- | --------------------------------------------- | ---------- | ---------------- | ------------------------- |
| Перемога  | 1.   | 1971 | Senigallia, Італія                            | Ґрунт      | Мартін Малліген  | 6–3, 7–5, 6–1             |
| Поразка   | 1.   | 1972 | Гамбург, Німеччина                            | Ґрунт      | Мануель Орантес  | 3–6, 8–9, 0–6             |
| Поразка   | 2.   | 1972 | Гштад, Швейцарія                              | Ґрунт      | Андрес Хімено    | 5–7, 8–9, 4–6             |
| Поразка   | 3.   | 1973 | Валенсія, Іспанія                             | Ґрунт      | Мануель Орантес  | 4–6, 4–6, 3–6             |
| Поразка   | 4.   | 1973 | Барселона, Іспанія                            | Ґрунт      | Іліє Настасе     | 1–6, 6–3, 1–6, 2–6        |
| Поразка   | 5.   | 1973 | Ніцца, Франція                                | Ґрунт      | Мануель Орантес  | 6–7, 7–5, 6–4, 6–7, 10–12 |
| Поразка   | 6.   | 1973 | Мадрид, Іспанія                               | Ґрунт      | Іліє Настасе     | 3–6, 6–7, 7–5, 1–6        |
| Поразка   | 7.   | 1973 | Флоренція, Італія                             | Ґрунт      | Іліє Настасе     | 3–6, 6–3, 6–0, 6–7, 4–6   |
| Перемога  | 2.   | 1973 | British Hard Court Championships 1973, Англія | Ґрунт      | Іліє Настасе     | 6–8, 7–5, 6–3, 8–6        |
| Перемога  | 3.   | 1974 | Флоренція, Італія                             | Ґрунт      | Паоло Бертолуччі | 6–3, 6–1                  |
| Поразка   | 8.   | 1974 | Swedish Open, Швеція                          | Ґрунт      | Б'єрн Борг       | 3–6, 0–6, 7–6, 3–6        |
| Перемога  | 4.   | 1975 | Кіцбюель, Австрія                             | Ґрунт      | Ян Кодеш         | 2–6, 6–2, 7–5, 6–4        |
| Поразка   | 9.   | 1975 | Мадрид, Іспанія                               | Ґрунт      | Ян Кодеш         | 2–6, 6–3, 6–7, 2–6        |
| Поразка   | 10.  | 1975 | Барселона, Іспанія                            | Ґрунт      | Бйорн Борг       | 6–1, 6–7, 3–6, 2–6        |
| Перемога  | 5.   | 1975 | Стокгольм, Швеція                             | Тверде (i) | Джиммі Коннорс   | 4–6, 6–3, 7–5             |
| Поразка   | 11.  | 1975 | Буенос-Айрес, Аргентина                       | Ґрунт      | Гільєрмо Вілас   | 6–2, 2–6, 6–4             |
| Перемога  | 6.   | 1976 | Рим, Італія                                   | Ґрунт      | Гільєрмо Вілас   | 2–6, 7–6, 6–2, 7–6        |
| Перемога  | 7.   | 1976 | Відкритий чемпіонат Франції з тенісу, Париж   | Ґрунт      | Гаролд Соломон   | 6–1, 6–4, 4–6, 7–6        |
| Поразка   | 12.  | 1976 | Гштад, Швейцарія                              | Ґрунт      | Рауль Рамірес    | 5–7, 7–6, 1–6, 3–6        |
| Перемога  | 8.   | 1977 | Х'юстон WCT, США                              | Ґрунт      | Вітас Герулайтіс | 7–6, 6–7, 6–1             |
| Поразка   | 13.  | 1978 | Рим, Італія                                   | Ґрунт      | Бйорн Борг       | 6–1, 3–6, 1–6, 6–4, 3–6   |
| Перемога  | 9.   | 1978 | Токіо, Японія                                 | Ґрунт      | Пет Дюпре        | 6–3, 6–3                  |
| Поразка   | 14.  | 1978 | Bologna Indoor, Італія                        | Килим (i)  | Пітер Флемінг    | 2–6, 6–7                  |
| Перемога  | 10.  | 1980 | Флоренція, Італія                             | Ґрунт      | Рауль Рамірес    | 6–2, 2–6, 6–4             |
| Поразка   | 15.  | 1980 | Женева, Швейцарія                             | Ґрунт      | Балаж Тароці     | 3–6, 2–6                  |
| Поразка   | 16.  | 1980 | Париж, Франція                                | Тверде (i) | Браян Готтфрід   | 6–4, 3–6, 1–6, 6–7        |

### Парний розряд: 28 (18–10)
| Результат | Ранг | Дата | Турнір                           | Покриття   | Партнер            | Суперники                          | Рахунок            |
| --------- | ---- | ---- | -------------------------------- | ---------- | ------------------ | ---------------------------------- | ------------------ |
| Перемога  | 1.   | 1973 | Флоренція                        | Ґрунт      | Паоло Бертолуччі   | Хуан Хісберт стар. Іліє Настасе    | 6–3, 6–4           |
| Перемога  | 2.   | 1974 | Флоренція, Італія                | Ґрунт      | Паоло Бертолуччі   | Роберт Мацхан Балаж Тароці         | 6–3, 3–6, 6–4      |
| Перемога  | 3.   | 1974 | Swedish Open, Швеція             | Ґрунт      | Паоло Бертолуччі   | Уве Бенґтсон Б'єрн Борг            | 3–6, 6–2, 6–4      |
| Перемога  | 4.   | 1974 | São Paulo WCT, Бразилія          | Килим (i)  | Ion Tiriac         | Уве Бенґтсон Б'єрн Борг            | 7-5, 3-6, 6-3      |
| Поразка   | 1.   | 1975 | Richmond WCT                     | Килим      | Паоло Бертолуччі   | Ганс Кері Фред Макнеер             | 6–7, 7–5, 6–7      |
| Перемога  | 5.   | 1975 | Bologna Indoor, Італія           | Килим (i)  | Паоло Бертолуччі   | Артур Еш Том Оккер                 | 6–3, 3–6, 6–3      |
| Поразка   | 2.   | 1975 | Barcelona WCT, Іспанія           | Килим (i)  | Паоло Бертолуччі   | Артур Еш Том Оккер                 | 5–7, 1–6           |
| Перемога  | 6.   | 1975 | London WCT, Англія               | Килим (i)  | Паоло Бертолуччі   | Юрген Фассбендер Ганс-Юрген Поманн | 6–3, 6–4           |
| Перемога  | 7.   | 1975 | Кіцбюель, Австрія                | Ґрунт      | Паоло Бертолуччі   | Патріс Домінгес Франсуа Жоффре     | 6–2, 6–2, 7–6      |
| Перемога  | 8.   | 1975 | Буенос-Айрес, Аргентина          | Ґрунт      | Паоло Бертолуччі   | Юрген Фассбендер Ганс-Юрген Поманн | 7–6, 6–7, 6–4      |
| Поразка   | 3.   | 1976 | Стокгольм, Швеція                | Килим (i)  | Том Оккер          | Олександр Метревелі Іліє Настасе   | 4–6, 5–7           |
| Поразка   | 4.   | 1976 | Гштад, Швейцарія                 | Ґрунт      | Паоло Бертолуччі   | Юрген Фассбендер Ганс-Юрген Поманн | 5–7, 3–6, 3–6      |
| Поразка   | 5.   | 1977 | Мехіко WCT, Мексика              | Тверде     | Іліє Настасе       | Войцех Фібак Том Оккер             | 2–6, 3–6           |
| Перемога  | 9.   | 1977 | St. Louis WCT, США               | Килим (i)  | Іліє Настасе       | Віджай Амрітрадж Дік Стоктон       | 6–4, 3–6, 7–6      |
| Перемога  | 10.  | 1977 | London WCT, Англія               | Килим (i)  | Іліє Настасе       | Марк Кокс Едді Діббс               | 7–6, 6–7, 6–3      |
| Перемога  | 11.  | 1977 | Х'юстон WCT, США                 | Ґрунт      | Іліє Настасе       | Джон Александер Філ Дент           | 6–3, 6–4           |
| Поразка   | 6.   | 1977 | Charlotte WCT, США               | Ґрунт      | Коррадо Барадзутті | Том Оккер Кен Роузволл             | 1–6, 6–3, 6–7      |
| Поразка   | 7.   | 1977 | Masters Doubles WCT, Канзас-Сіті | Килим (i)  | Вітас Ґерулайтіс   | Віджай Амрітрадж Дік Стоктон       | 6–7, 6–7, 6–4, 3–6 |
| Перемога  | 12.  | 1978 | Флоренція, Італія                | Ґрунт      | Коррадо Барадзутті | Марк Едмондсон Джон Маркс          | 6–3, 6–7, 6–3      |
| Поразка   | 8.   | 1979 | Лас-Вегас, США                   | Тверде     | Рауль Рамірес      | Марті Ріссен Шервуд Стюарт         | 6–4, 4–6, 6–7      |
| Перемога  | 13.  | 1979 | Флоренція, Італія                | Ґрунт      | Паоло Бертолуччі   | Іван Лендл Павел Сложил            | 6–4, 6–3           |
| Перемога  | 14.  | 1979 | Барселона, Іспанія               | Ґрунт      | Паоло Бертолуччі   | Карлус Кірмайр Кассіу Мотта        | 6–4, 6–3           |
| Перемога  | 15.  | 1980 | Монте-Карло, Монако              | Ґрунт      | Паоло Бертолуччі   | Вітас Герулайтіс Джон Макінрой     | 6–2, 5–7, 6–3      |
| Поразка   | 9.   | 1980 | Флоренція, Італія                | Ґрунт      | Паоло Бертолуччі   | Джін Меєр Рауль Рамірес            | 1–6, 4–6           |
| Перемога  | 16.  | 1980 | Париж, Франція                   | Тверде (i) | Паоло Бертолуччі   | Браян Готтфрід Реймонд Мур         | 6–4, 6–4           |
| Перемога  | 17.  | 1981 | Нансі, Франція                   | Килим (i)  | Іліє Настасе       | Джон Фівер Їржі Гржебець           | 6–4, 2–6, 6–4      |
| Поразка   | 10.  | 1981 | Флоренція, Італія                | Ґрунт      | Паоло Бертолуччі   | Рауль Рамірес Павел Сложил         | 3–6, 6–3, 3–6      |
| Перемога  | 18.  | 1982 | Флоренція, Італія                | Ґрунт      | Паоло Бертолуччі   | Семмі Джаммалва Тоні Джаммалва     | 7–6, 6–1           |

## Досягнення в одиночних змаганнях
| W | Ф | ПФ | ЧФ | #Р | КТ | К# | DNQ | A | NH |

| Турніри Великого шолома                |     |     |     |     |     |     |     |      |     |     |     |     |     |     |     |        |       |
| Відкритий чемпіонат Австралії з тенісу | 1р  |     |     |     |     |     |     |      |     |     |     |     |     |     |     | 0 / 1  | 0–1   |
| Відкритий чемпіонат Франції з тенісу   | 1р  | 4р  | 3р  | ЧФ  | ПФ  | 2р  | ПФ  | П    | ЧФ  | 2р  | 3р  | 1р  | 2р  | 2р  |     | 1 / 14 | 34–13 |
| Вімблдонський турнір                   | К1р | 1р  | 3р  | 3р  |     | 3р  | 3р  | 3р   | 2р  |     | ЧФ  | 3р  |     |     |     | 0 / 9  | 17–9  |
| Відкритий чемпіонат США з тенісу       |     |     |     | 1р  | 3р  |     |     | 2р   | 3р  | 4р  | 1р  |     | 3р  |     |     | 0 / 7  | 10–7  |
| В-П                                    | 0–2 | 3–2 | 4–2 | 5–3 | 7–2 | 2–2 | 7–2 | 10–2 | 7–3 | 4–2 | 6–3 | 2–2 | 3–2 | 1–1 | 0–0 | 1 / 31 | 61–30 |
| Інше                                   |     |     |     |     |     |     |     |      |     |     |     |     |     |     |     |        |       |
| Мастерс Рим                            | 2р  | 2р  | 2р  | 1р  | 2р  | 1р  | 3р  | П    | ЧФ  | Ф   | ЧФ  | 2р  | ЧФ  | 1р  | 1р  | 1 / 15 | 27–14 |
| Рейтинг                                |     |     |     |     |     |     |     |      |     |     |     |     |     |     |     |        |       |
| Рейтинг на кінець року                 | –   | –   | –   | –   | 14  | 34  | 14  | 7    | 23  | 23  | 29  | 34  | 39  | 76  |     |        |       |